# 爱德华·莫尔
爱德华·莫尔（德語：Eduard Mohr，1902年6月29日—1984年9月20日），德国男子帆船运动员。他曾代表德国参加1936年夏季奥林匹克运动会帆船比赛，获得一枚铜牌。他于1984年在汉堡去世。